# Эрагон (роман)
«Эрагон» (англ. Eragon) — роман, написанный Кристофером Паолини и первая книга тетралогии «Наследие».

## Описание книги
Эрагон — мальчик, живущий в деревне Карвахолл. Отправившись на охоту, он случайно становится обладателем таинственного камня, оставленного захваченной воинами Империи эльфийкой Арьей. Эрагон не подозревает о том, что этот камень ищут подданные короля Гальбаторикса, и лишь со временем узнает, что камень является драконьим яйцом, так как из него вылупляется дракон. Эрагон становится из простого сельского жителя драконьим Всадником и находит наставника в лице Брома, который берет на себя ответственность за обучение Эрагона.
Сюжет первой книги заканчивается сражением варденов, Эрагона и его друзей с ургалами и шейдом при Фартхен-Дуре — Городе-Горе гномов и последнем убежищем варденов.

## Персонажи книги

### Персонажи
- Эрагон I (†) — герой, положивший конец войне эльфов и драконов.
- Эрагон II — главный герой, ставший Всадником.
- Роран — двоюродный брат Эрагона.
- Гэрроу (†) — карвахолльский фермер, дядя Эрагона, отец Рорана.
- Слоан — мясник из Карвахолла и предатель. Не любит Эрагона и Рорана
- Катрина — дочь Слоана и возлюбленная Рорана.
- Хорст — карвахолльский кузнец
- Бром (†) — Всадник, наставник Эрагона. Погибает от ножа, брошенного раззаком. Позже узнается, что он отец Эрагона. В прошлом был Всадником.
- Мерлок — купец.
- Анжела — гадалка, колдунья и травница из Тирма.
- Джоад — друг Брома и союзник варденов.
- Солембум — кот-оборотень. Живёт у Анжелы.
- Муртаг — друг и единоутробный брат Эрагона; Всадник, который помог победить Гальбаторикса.
- Арья Дреттнингу — эльфийка, посланница и дочь королевы эльфов. Фигурирует в остальных 4 книгах. В будущем становится королевой эльфов и Всадницей.
- Дурза (†) — шейд, союзник Галбаторикса. Ранил Эрагона в спину, но Эрагон с помощью Арьи и Сапфиры успел нанести ему удар в сердце, тем самым убив шейда.
- Орик — гном, приёмный сын Хротгара и друг Эрагона. Фигурирует в остальных трех книгах. Позже стал королём гномов.
- Двойники (†) — волшебники из Дю Врангр Гата, предавшие варденов.
- Аджихад (†) — предводитель варденов.
- Хротгар (†) — король гномов.
- Насуада — дочь Аджихада. Фигурирует в остальных трёх книгах. После смерти Аджихада стала предводителем варденов.
- Эльва — девочка из Фархтен Дура, которую «благословил» Эрагон.
- Торкенбранд (†) — Работорговец в Беорских горах. Убит Муртагом
- Оромис (†) — эльф, наставник Эрагона, всадник золотого дракона Глаэдра. Появляется во второй части книги, упоминается о нём в конце первой части, умирает в третьей. Это он призывает Эрагона прийти и продолжить обучение называя себя «Изувеченный, но целостный». Погибает в третьей части книги в бою с Гальбаториксом и Муртагом.
- Имиладрис (†)  —  эльфийка,  королева эльфов, мать Арьи.

### Драконы
- Сапфира II — дракониха синего цвета, чьим всадником является Эрагон.
- Шрюкн (†)— чёрный дракон, ложным всадником которого является Гальбаторикс.
- Глаэдр (†)— золотой дракон, всадником является Оромис. Погиб в битве с Торном и Муртагом над Гиллидом, но душу оставил Эрагону в Элдунари.
- Сапфира I (†)— дракониха Брома, убитая во время войны.
- Торн — красный дракон, чьим всадником является Муртаг.
- Фирнен — зелёный дракон, чьим всадником в четвёртой книге стала Арья.

### Упоминающиеся персонажи
- Морзан (†) — первый и последний из Проклятых. Отец Муртага.
- Гальбаторикс (†) — антагонист, король Империи. В первых трёх книгах лишь упоминается, лично появился только в четвёртой книге.
- Селена (†) — мать Эрагона и Муртага, сестра Гэрроу.
- Измира (†) — жена Слоана, мать Катрины, покончила жизнь самоубийством в горах Спайна.
- Король Паланкар (†) — сумасшедший король людей, изгнан в Паланкарскую долину.

## Критики об «Эрагоне»
Роман подвергался обвинениям в заимствованиях идей других авторов и чрезмерной стереотипности, в частности, отмечались явные параллели с оригинальной трилогией «Звёздные Войны», а также с творчеством Джона Толкина, Урсулы Ле Гуин и Энн Маккефри.

## Экранизация
В 2006 году вышел фильм «Эрагон», в съемках которого приняли участие Эдвард Спилерс, Джереми Айронс, Сиенна Гиллори, Гаррет Хедлунд, Джон Малкович, Роберт Карлайл. Фильм снят по мотивам первой книги кинокомпанией 20th Century Fox.